# Neuroludic
 (mars 2025).
Motif : Où sont les sources permettant de démontrer l'admissibilité de cet éditeur sur Wikipédia ?
- Archive Wikiwix
- Bing
- Cairn
- DuckDuckGo
- E. Universalis
- Gallica
- Google
- G. Books
- G. News
- G. Scholar
- Persée
- Qwant
- (zh) Baidu
- (ru) Yandex
- (wd) trouver des œuvres sur Wikidata

| 1. | Préciser le motif de la pose du bandeau. | Précisez le motif de la pose du bandeau en utilisant la syntaxe suivante : {{admissibilité à vérifier\|date=mars 2025\|motif=remplacez ce texte par le motif}}                  |
| 2. | Informer les utilisateurs concernés.     | Pensez à avertir le créateur de l'article, par exemple, en insérant le code ci-dessous sur sa page de discussion : {{subst:avertissement admissibilité à vérifier\|Neuroludic}} |

 (octobre 2014).
Neuroludic était un éditeur (micro-éditeur) et distributeur européen de jeux de société.
Le principe de cette société était d'éditer des très bon jeux en quantité limitée. Les jeux étaient directement fabriqué par cette société (plateaux, cartes, boites,...).
Les jeux étaient également numérotés ; par exemple, Turquoise et Une ombre sur WhiteChapel ont été édités à 250 exemplaires.
L'un  de ses plus célèbres jeu (actuellement collector) est Une ombre sur Whitechapel qui a été réédité en 2006 par la société suisse Hurrican sous le nom de Mr. Jack.

## Quelques jeux édités ou distribués par Neuroludic
- Une Ombre sur Whitechapel (2005)  de Ludovic Maublanc et Bruno Cathala (réédité en 2006 par Hurrican sous le nom de Mr. Jack)
- Turquoise (2005)
- Balam